# Rio Juami
Rio Juami är ett vattendrag i Brasilien.   Det ligger i delstaten Amazonas, i den nordvästra delen av landet, 2 700 km nordväst om huvudstaden Brasília.
I omgivningarna runt Rio Juami växer i huvudsak städsegrön lövskog. Trakten runt Rio Juami är nära nog obefolkad, med mindre än två invånare per kvadratkilometer.